# Solario (costellazione)
Il Solario (in latino Solarium, cioè «meridiana») era una costellazione situata tra le costellazione dell'Orologio, del Dorado e dell'Idra Maschio. Venne introdotta nel 1822 sul Celestial Atlas di Alexander Jamieson, che sostituì con questa la costellazione del Reticolo inventata da Nicolas Louis de Lacaille. Un decennio dopo venne utilizzata anche da Elijah Hinsdale Burritt, a cui viene talvolta attribuita la sua introduzione. La costellazione, tuttavia, non è mai stata popolare e rimase in auge solo per poco tempo.